# Bebearia leonina
Bebearia leonina är en fjärilsart som beskrevs av Otto Staudinger 1891. Bebearia leonina ingår i släktet Bebearia och familjen praktfjärilar. Inga underarter finns listade i Catalogue of Life.